# 西馬采爾峰

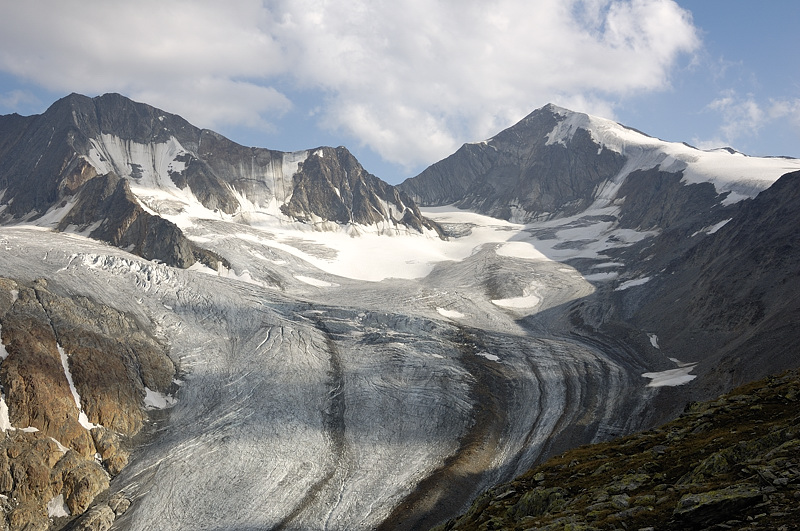

46°46′10″N 10°53′42″E / 46.769486°N 10.89502°E
西馬采爾峰（德語：Westliche Marzellspitze），是中歐的山峰，位於奧地利和意大利接壤的邊境，屬於奧茨塔爾阿爾卑斯山脈的一部分，距離中馬采爾峰0.8公里，海拔高度3,529米。